# Joelma Sousa
Joelma das Neves Sousa -més coneguda com a Joelma Sousa o també referida per Joelma das Neves- (Timon, 13 de juliol de 1984) és una esportista brasilera d'atletisme.
Va ser part de la delegació brasilera de 62 atletes presents als Jocs Panamericans de 2011 a Guadalajara, on va aconseguir la medalla de plata en la modalitat de 4x400 metres relleus, al costat del conjunt femení d'atletisme conformat per Bàrbara de Oliveira, Geisa Coutinho i Jailma de Lima. A més, va representar a Brasil als Jocs Olímpics de Londres 2012 en la mateixa disciplina després de classificar-se pel Trofeu Brasil.
A nivell iberoamericà, va rebre la medalla d'or en els 4x100 m relleus i la medalla de bronze en els 400 m del XV Campionat Iberoamericà d'Atletisme de 2012 a Barquisimeto, Veneçuela, mentre que ostenta la plusmarca subcontinental en els 4x400 m relleus, amb 3min 26s 68, aconseguit el 7 d'agost de 2011 en el Trofeu Brasil al costat de Geisa Apareguda Coutinho, Bárbara de Oliveira i Jailma de Lima.